# Se mi guardi mi sciolgo
Se mi guardi mi sciolgo (Picture This!) è un film commedia romantica direct-to-video del 2008, diretto da Stephen Herek.
È stato immesso nel mercato home video statunitense il 22 luglio 2008, mentre l'edizione italiana è stata pubblicata circa un anno dopo, il 12 marzo 2009. La prima televisiva americana si è avuta il 13 luglio 2008 sul canale ABC Family.

## Trama
Mandy è una ragazza delle scuole superiori abbastanza sfigata ma vorrebbe cambiare radicalmente per apparire non solo tra i coetanei, ma soprattutto da Drew, il ragazzo più carino e conosciuto della sua scuola.
Per il compleanno, Mandy riceve un videofonino da suo padre, ma proprio quello che fino ad allora è stato il suo più grande desiderio diventerà la causa futura dei suoi problemi.
Mandy viene invitata da Drew alla festa più attesa dell'anno ma sfortunatamente il padre la mette in punizione impedendole di uscire,
riesce a ottenere però un permesso dal padre per andare a studiare con le sue amiche Alexa e Cayenne, ma in realtà lo studio è solo un pretesto per uscire di nascosto e il padre per essere sicuro che ciò non accada decide di videochiamarla ogni mezz'ora per vedere se Mandy studia davvero.
Oltre al padre, a complicare le cose a Mandy ci si mette anche Lisa, l'ex ragazza di Drew che farà di tutto per impedirle di partecipare alla festa e riconquistarlo.